# 청호동 (속초시)
청호동(靑湖洞)은 대한민국 강원특별자치도 속초시의 동이다.

## 개요
청호동은 북쪽에 속초항이 있고 서쪽에 석호인 청초호를 끼고 있으며, 동쪽에 동해가 있어 북·동·서쪽의 세 면이 바다로 둘러싸이고 남쪽만 육지에 이어지는 작은 반도처럼 된 지역이다. 동쪽에 새섬(조도)이라는 섬이 있고, 동남쪽 동해변에 속초해수욕장이 있다. 청호동은 공유수면 매립지로 실향민의 정착지로 시작해서 시향민에 의해 조성된 마을로서 실향민 1,2,3세대가 집단으로 거주하는 일명 아바이 마을로 불리는 곳으로 주민들 다수가 수산업에 종사하고 있는 순수한 어촌마을이었다.1998년 10월 17일 洞동합이후 항만이 접한 소반도형인 기존 청호동 지역과 1968 재해주택밀집지역인 구 조양동 새마을 지역으로 통합된 개발 낙후지역이었으나, 신수로 개설로 미리내마을 조성, 청호대교 건설, 관광선 부두 등이 건설되었고, 그리고 현재 건설중인 신수로 교량 ~ 동명항 수복탑 일대를 연결하는 구수로 교량 건설도 추진하고 있어 관광과 해양중심의 지역으로 발돋움하려는 노력을 하고 있다.

## 법정동
- 청호동, 조양동(일부지역), 대포동

## 교육
- 청호초등학교

## 기관
- 속초해양경찰서청호출장소